# Álvaro Brechner
Álvaro Brechner (Montevideo, 9 d'abril de 1976) és un director de cinema i guionista, i productor de cinema espanyol-uruguaià que viu a Madrid
És conegut per escriure i dirigir les pel·lícules Mal día para pescar, Kaplan i La Noche de 12 Años.
Va guanyar un premi Goya de l'Acadèmia de les Arts i les Ciències Cinematogràfiques d'Espanya, i les seves pel·lícules han estat convidades als festivals de cinema més prestigiosos com el Festival de Cinema de Cannes i el Festival de Cinema de Venècia. Les seves tres pel·lícules han estat escollides com a selecció oficial de l'Uruguai per als Premis de l'Acadèmia a la millor pel·lícula estrangera.
La revista Variety ha considerat Brechner com un dels principals talents de la pantalla sud-americana que han emergit en l'última dècada,
Amb només 46 anys, va rebre el premi "Faro de honor" per la seva carrera al Festival de Santander.

## Filmografia
- The Nine Mile Walk (2003) - curtmetratge
- Sofía (2005) - curtmetratge
- Segundo aniversario (2007) - curtmetratge
- Mal día para pescar (2009)
- Mr. Kaplan (2014)
- La Noche de 12 Años (2018)

## Premis
- Guanyador de el Premi Goya al millor guió adaptat (2018)
- Preseleccionat a l'Oscar 2009, 2014 i 2018 a Millor Pel·lícula de parla no anglesa
- Nominat al Premi Goya a la millor pel·lícula estrangera de parla hispana (20014, 2018)
- Premi Nacional de Literatura: Ministeri d'Educació i Cultura de l'Uruguai (1999)
- Premi Morosoli de Bronze: 2009.
- Premi Morosoli: 2014.